# البویضا
البویضا یک منطقهٔ مسکونی در سودان است که در جزیره (ایالت سودان) واقع شده‌است.